# معركة دنيبر
معركة دنيبر (بالإنجليزية: Battle of the Dnieper)‏ هي معركة نشبت بين كل من الاتحاد السوفيتي وتشيكوسلوفاكيا ضد ألمانيا النازية، كانت نتيجتها انتصار السوفيت.

## انظر أيضاً

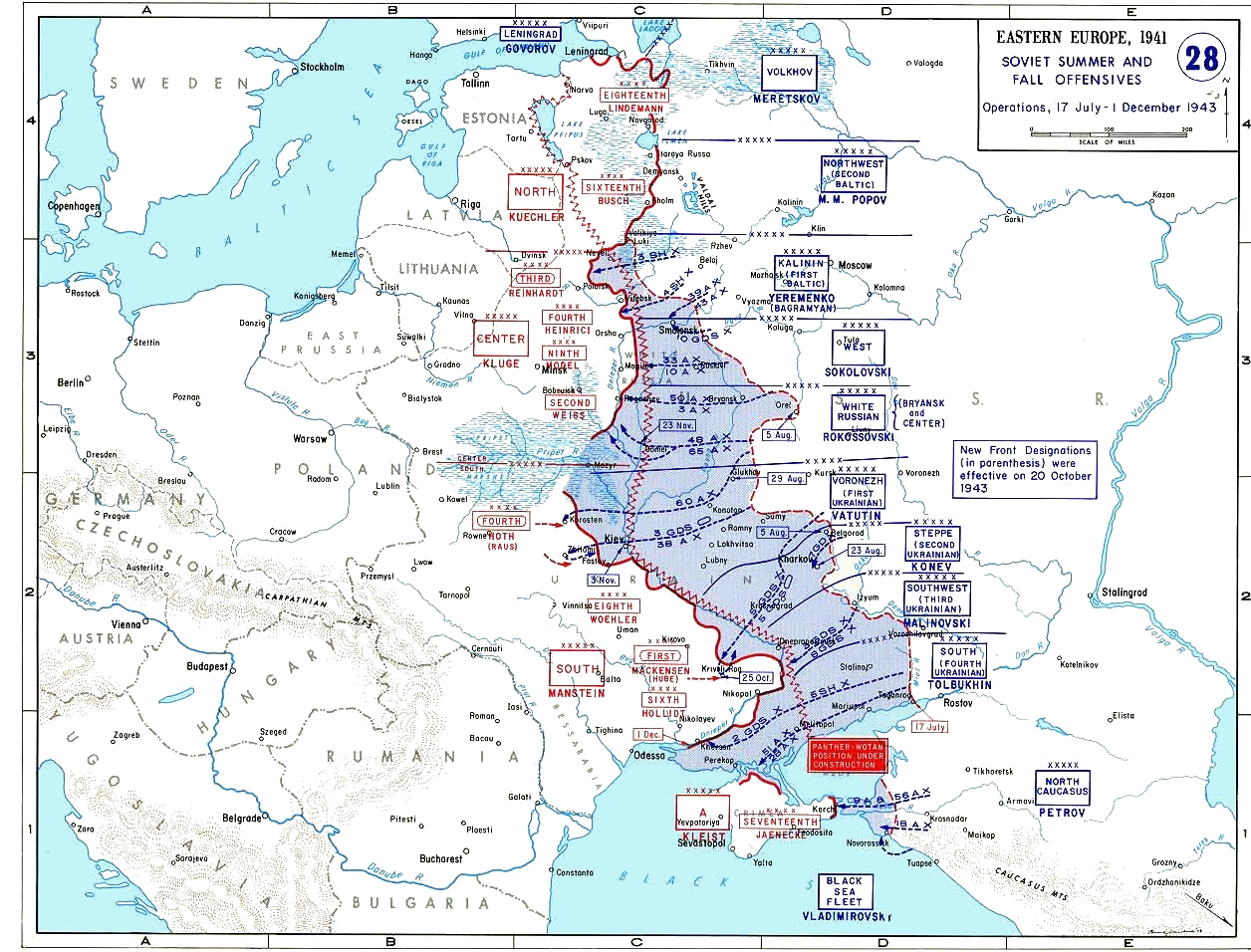
خريطة معركة الدنيبر و العمليات المرتبطة